# Мальдра

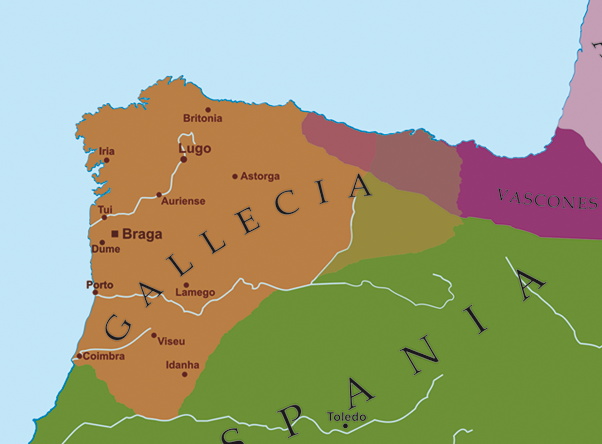
Галисия в V веке

Мальдра (лат. Maldras; убит в феврале 460) — король свевов в Галисии (теперь западная Испания и северная Португалия) в 456—460 годах.

## Биография
По утверждению Идация, в 456 год «свевы поставили Мальдру своим королём». Эта фраза позволяет предположить, что и простой народ участвовал в принятии этого решения. Согласно Идацию, этот Мальдра, сын Массилии, не был родственником Рехиара. Не все воины были готовы принять его в качестве вождя, и в следующем 457 году народ разделился: часть его продолжала считать королём Мальдру, а другая часть «назвала» королём Фрамтана.
Взаимоотношения между двумя свевскими королями неизвестны: находились ли они во вражде или они вели мирное сосуществование. Так или иначе, в 457 году обе эти группы действовали независимо друг от друга, так как Мальдра и его сын, как сообщал Идаций, в том году совершили набег на Лузитанию и захватили Лиссабон. Фрамтан в этом участия не принимал. Свевы Мальдры хитростью вошли в Лиссабон, убедив горожан, что пришли с миром, а когда те доверчиво открыли перед ними ворота, они разграбили город.
Когда Фрамтан через несколько месяцев умер, обе группы не объединились. Мальдра и его люди продолжали разорять западную Лузитанию, а прежними сторонниками Фрамтана в Галисии теперь предводительствовал Рехимунд. Идаций не сообщал о том, что они утвердили Рехимунда королём.
Это положение вещей продолжалось, пока Мальдра, сам убивший своего брата (о котором больше ничего не известно), не был задушен убийцами по неизвестным причинам в феврале 460 года.